# Androsterona
La androsterona es un intermediario en la síntesis de andrógenos en el humano.
La androsterona es una sustancia producida de forma natural por el hombre y no es perjudicial para el cuerpo humano, pero cuando se toma de forma sintética, se metaboliza con el cuerpo produciendo esteroides. Es considerada un anabolizante androgénico esteroideo.
Entre los efectos secundarios que puede ocasionar por el excesivo consumo de esta sustancia se encuentran trastornos hepáticos, en la coagulación de la sangre y aumento de glóbulos rojos, entre otros. En los hombres también puede producir impotencia sexual.
La androsterona fue descubierta por Butenandt en 1934, que también aisló la progesterona, recibiendo por ello el premio Nobel de química en 1939. En 1934 el químico suizo Leopold Stephan Ruzicka sintetizó la androsterona.
- Datos: Q422469
- Multimedia: Androsterone / Q422469